# A Date with Elvis
A Date with Elvis är ett samlingsalbum av den amerikanske sångaren och musikern Elvis Presley. Det är hans åttonde album och släpptes av RCA Victor i mono (LPM 2011) den 24 juli 1959. 
När Elvis Presley inledde sin tvååriga värnplikt i mars 1958 fanns endast ett begränsat antal nya låtar att ge ut. För att hålla intresset för honom och hans musik vid liv beslutade hans manager, Tom Parker, och skivbolaget RCA Victor att samla äldre inspelningar som ännu inte hade inkluderats på något album. A Date with Elvis var det andra av tre sådana samlingsalbum som släpptes 1959, och bestod av tio låtar, varav fem tidigare hade släppts på singel och fem på EP. 
Albumet var ett syskonalbum till det sex månader tidigare utkomna For LP Fans Only, då båda innehöll tio låtar och flera av dessa härrörde från samma inspelnings- och utgivningstillfällen. Av de tio låtar som Elvis Presley ursprungligen gav ut på Sun Records fanns fyra med på For LP Fans Only och fem på A Date with Elvis. Den enda låt som inte inkluderades på något av dessa album var "I Don't Care If the Sun Don't Shine", som utkom på album först 1975. Liksom For LP Fans Only innehöll A Date with Elvis en låt från filmen Love Me Tender, men även tre från Jailhouse Rock samt en studioinspelning som tidigare enbart förekommit på EP.
Elvis Presleys fyra första album nådde alla förstaplatsen på Billboards albumlista i USA och låg där sammanlagt 29 veckor. De två nästföljande albumen placerade sig som högst på tredje respektive andra plats. Därefter följde två samlingsalbum utan nytt material, vilka nådde mer blygsamma placeringar: For LP Fans Only hamnade som bäst på 19:e plats på Billboards albumlista medan A Date with Elvis nådde 32:a plats – men nådde 8:e plats på den konkurrerande Cashbox-listan. I Storbritannien nådde albumet 4:e plats på UK Albums Chart. Under dess första tid på topplistorna i USA såldes omkring 175 000 exemplar.

## Bakgrund

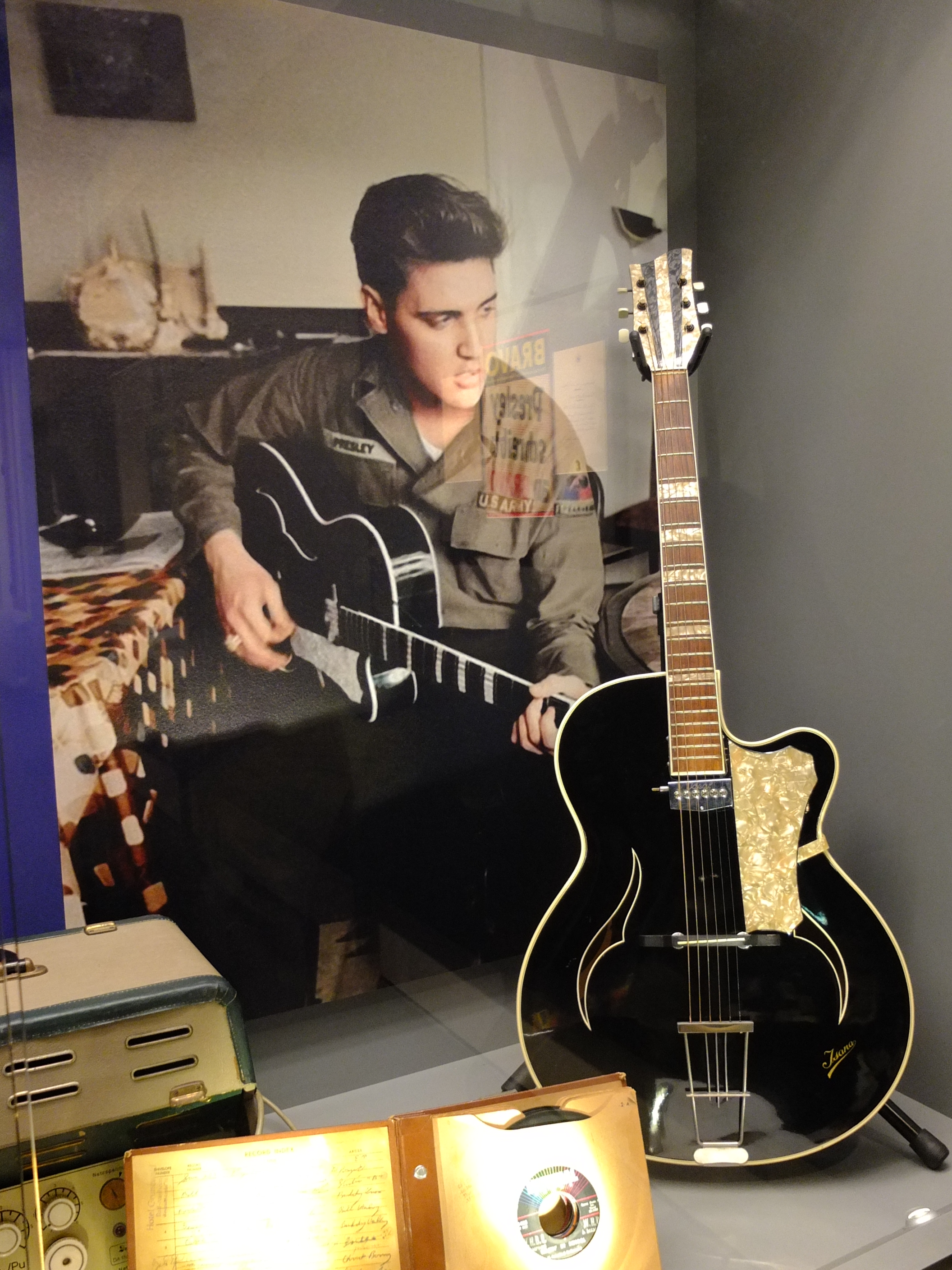
Elvis Presley spelande gitarr under sin tid i det militära.

Elvis Presley inledde sin militärtjänstgöring den 24 mars 1958 med grundutbildning vid Fort Hood i Texas. I augusti samma år avled hans mor Gladys och en månad senare avreste han till Tyskland för att fullgöra sin tjänstgöring, som skulle pågå till mars 1960. Under denna tvåårsperiod arbetade hans manager Tom Parker och skivbolaget RCA Victor med att hålla Elvis namn levande och upprätthålla hans närvaro på skivmarknaden. Parker förberedde också hans återkomst, där filmkarriären skulle få en central roll.
Parker och RCA:s ansvarige Steve Sholes hade länge varit oense om utgivningstakten. Parker ville undvika överexponering och att marknaden svämmades över av Elvis skivor, medan RCA ville maximera försäljningen medan rock'n'roll fortfarande var populärt. Trots att Elvis fortsatt var skivindustrins bäst säljande artist började försäljningssiffrorna mattas av något under hösten 1958. Framgångar med King Creole-utgåvorna och Elvis' Golden Records höll dock intresset vid liv.

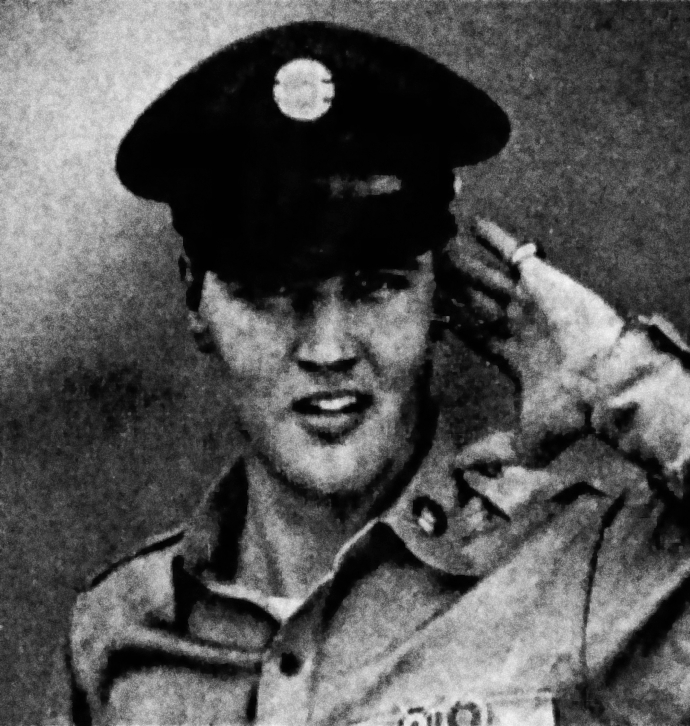
Elvis Presley i september 1958

Inför militärtjänstgöringen hade Steve Sholes kämpat för fler inspelningar att kunna ge ut under Elvis frånvaro. Parker gick till slut med på en extra inspelningsdag i juni 1958, vilket resulterade i fem inspelningar av hög kvalitet. Detta material räckte dock inte för att täcka behovet av nya utgåvor. RCA krävde att Elvis skulle fullgöra sitt kontrakt med minst fyra singlar och ett album per år, men Parker motsatte sig nya inspelningar, trots att Steve Sholes erbjöd sig att bekosta sådana i Tyskland.
För att fylla utgivningsschemat återutgavs därför äldre inspelningar i form av EP-serien A Touch of Gold och tre samlingsalbum. For LP Fans Only släpptes först, följt av A Date with Elvis och Elvis' Gold Records, Vol. 2. Dessa album samlade tidigare utgivna singlar och EP-låtar som ännu inte funnits på LP.

## A Date with Elvis
I slutet av juli 1959, medan Elvis befann sig i Västtyskland, gav RCA ut samlingsalbumet A Date with Elvis. Det var ingen noga genomtänkt sammanställning, utan albumet bestod av låtar som inte hängde samman vare sig tidsmässigt eller tematiskt. Utöver att hålla Elvis namn i blickfånget var syftet att nå den växande LP-marknaden. Albumet bestod av tio tidigare utgivna låtar – fem från singlar och fem från EP – som aldrig utkommit på LP.
De äldsta låtarna på albumet var fem år gamla och hade ursprungligen givits ut på Sun Records 1954 och 1955. Av övriga fem släppta låtar från Sun-tiden hade fyra tagits med på syskonalbumet For LP Fans Only. I likhet med detta innehöll albumet också en låt från filmen Love Me Tender. Därutöver ingick tre låtar från filmen Jailhouse Rock, vilka tidigare släppts på EP-skivan Jailhouse Rock (EPA 4114), samt "Is It So Strange", som tidigare funnits tillgänglig enbart på EP-skivan Just For You.

## Komposition, stil och texter

### Sun Records-sessionerna
"Blue Moon of Kentucky" var den låt som kompletterade "That's All Right" på Elvis Presleys första singel (Sun 209). Tillsammans utgjorde de hans debututgåva på skiva. Vid inspelningarna medverkade Scotty Moore på leadgitarr, Elvis Presley på kompgitarr och Bill Black på ståbas.
Efter inspelningen av "That's All Right" den 5 juli 1954, var skivbolaget Sun Records ägare, Sam Phillips, övertygad om att det bara behövdes en B-sida för att kunna ge ut singeln. Han lät göra en acetatskiva med "That's All Right" åt den lokale dj:n Dewey Phillips, som nästa kväll spelade låten på radio och väckte stor uppståndelse. Elvis Presley, Scotty Moore och Bill Black återvände till Sun-studion för att försöka spela in en B-sida. Det saknas säkra uppgifter om när detta skedde, om arbetet pågick under en eller flera dagar, när Dewey Phillips först spelade låten på radio eller när skivan faktiskt släpptes. Uppskattningar gör gällande att inspelningen tidigast kan ha ägt rum den 7 juli 1954, två dagar efter inspelningen av "That's All Right".

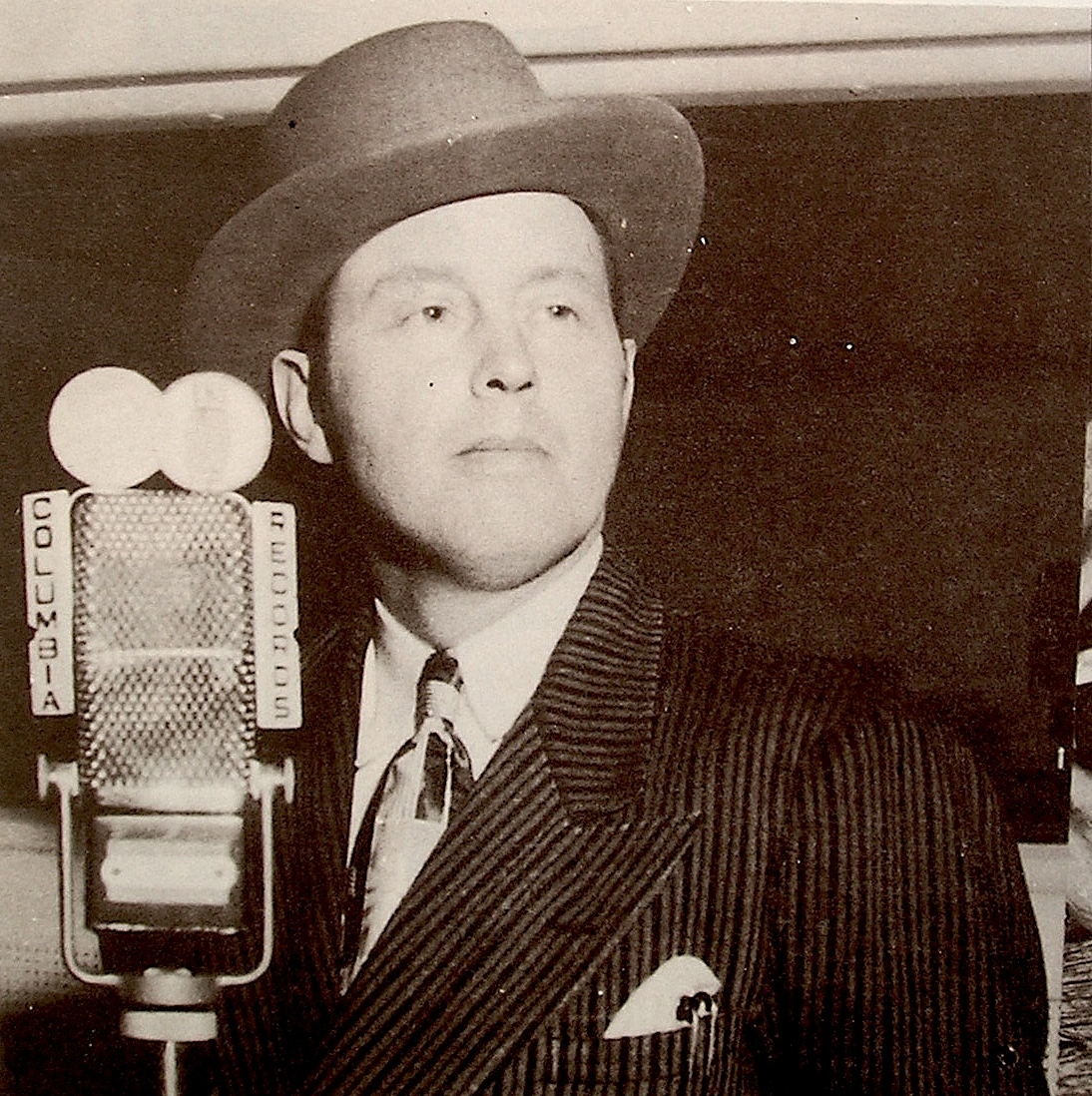
Bill Monroe (1952) som skrev och först gav ut "Blue Moon of Kentucky".

Man provade sig fram med ett antal låtar i ett försök att få till en B-sida i samma stil som "That's All Right". Vid ett tillfälle började Bill Black spexa med sin bas och sjunga Bill Monroes bluegrass-klassiker "Blue Moon of Kentucky". i falsett, och Elvis började spela på sin gitarr. Än en gång improviserade man fram en spontan version av en välkänd låt. Om "That's All Right" hade varit ett osannolikt låtval, var valet av "Blue Moon of Kentucky" än mer oväntat. Elvis kände väl till Bill Monroe efter att under sin barndom ha lyssnat på honom på Grand Ole Opry. I Monroes version gick låten i valstakt, och Elvis inledde med att framföra den i ett långsamt tempo på ett mer traditionellt countrysätt. Sam Phillips uppmuntrade dem att ge låten en mer energisk känsla i stil med "That's All Right", och trion omarbetade countrylåten i tretakt till rak 4/4-takt samtidigt som tempot ökades till ungefär detsamma som på "That's All Right". Därmed fick låten en tydlig rhythm and blues-prägel och blev en passande B-sida. Förvandlingen av "Blue Moon of Kentucky" var mer omfattande än den som gjordes med "That's All Right". Den färdiga inspelningen skilde sig markant från Bill Monroes original och framstod snarare som en helt ny låt.
Resultatet blev en energifylld inspelning där Elvis låter såväl upprymd som trotsig. Även om "Blue Moon of Kentucky" gavs ut som B-sida, fick den större genomslag på countrystationerna och var faktiskt den mer populära av de två låtarna på de lokala spellistorna i Memphis.

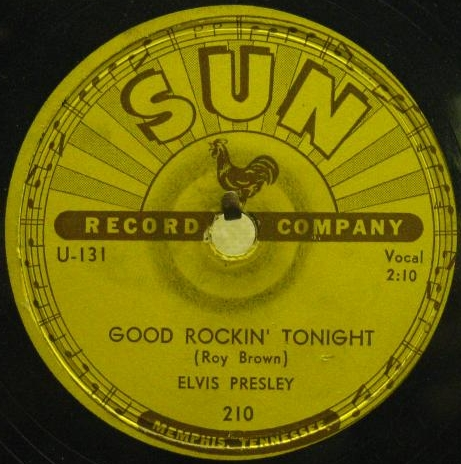
"Good Rockin' Tonight" med B-sidan "I Don't Care If the Sun Don't Shine" – Elvis andra singel på Sun Records.

"Good Rockin' Tonight", skriven av Roy Brown och inspelad av honom 1947 som en jump-blues och därefter av Wynonie Harris 1948, spelades in någon gång mellan den 12 och 16 september 1954. Elvis kan ha provat på och spelat in många låtar under augusti och september 1954, men endast sju är kända och av dessa släppte Sam Phillips "Good Rockin' Tonight" som Elvis andra singel med "I Don't Care If the Sun Don't Shine" som B-sida (Sun 210). "I Don't Care If the Sun Don't Shine" var den enda av de tio låtarna som släpptes på singel på Sun Records som inte togs med på vare sig For LP Fans Only eller A Date with Elvis utan fick sin albumdebut först 1975.

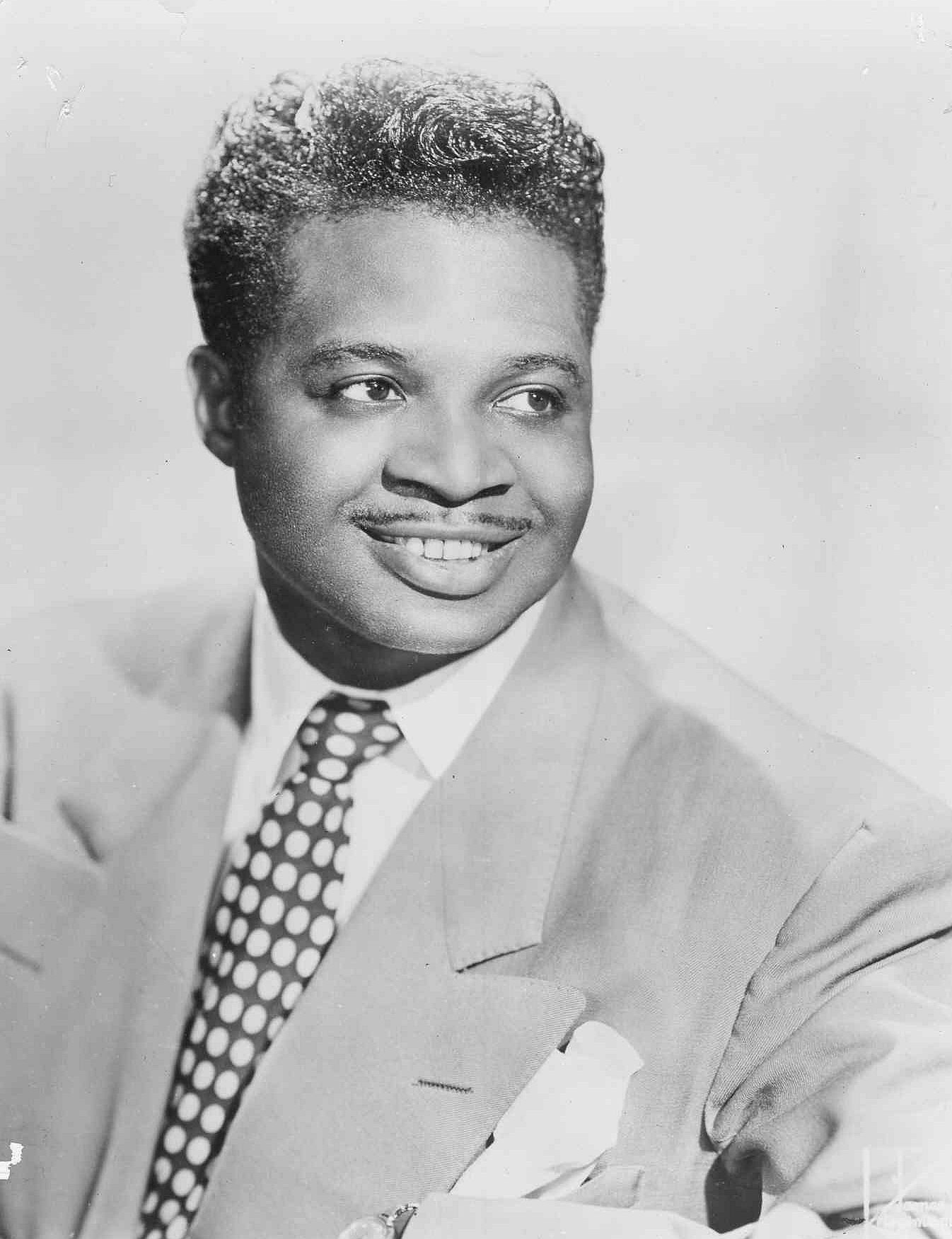
Roy Brown, som skrev "Good Rockin' Tonight" och spelade in den som en jump blues.

Med "Good Rockin' Tonight" återvände man till den framgångsrika formeln som använts på "That's All Right", nämligen att omarbeta och uppdatera en gammal rhythm and blues-låt till en distinkt ny stil för marknaden i mitten av 1950-talet. Låten förändrades i grunden utifrån Sam Phillips vision centrerad kring rytm, enkelhet och tuffhet. Jämfört med Browns original höjdes tempot, och Scotty Moore improviserade sitt gitarrspel i en ny stil som drev på takten, även under solona, vilket gav låten ett nytt rytmiskt flöde. Strukturen på varje vers ändrades också genom att första textraden upprepades. Elvis tog bort ett avsnitt ur låten och lade till refrängen "we're gonna rock", vilket förstärkte låtens uppfordrande karaktär. Brown höll ut den sista tonen i varje rad, medan Elvis snabbt klippte av den, vilket gav låten mer energi och en känsla av brådska, när han framförde den med såväl kraft som intensitet. Vid denna tid, då uttrycket "rock and roll" just började tränga in i det allmänna språket, var detta ett tidigt uttryck för den nya musiken.

"Milkcow Blues Boogie" spelades in vid en session i Sun Studio sent 1954, möjligen den 15 november, samtidigt med "You're a Heartbreaker". De båda låtarna kom att bilda Elvis tredje singel för Sun, som släpptes sent i december 1954 (Sun 215). Som vanligt var Elvis Presley, Scotty Moore och Bill Black närvarande i studion, men denna gång också gitarristen Doug Poindexter, dock utan att delta i inspelningarna. Låten hade skrivits och spelats in av bluesartisten Kokomo Arnold 1934 under namnet "Milk Cow Blues", men den versionen är nästan oigenkännlig om man bara är bekant med Elvis Presleys version. Under 40-talet blev den en western swing-klassiker i olika versioner av bröderna Wills, däribland med Bob Wills under namnet "Brain Cloudy Blues" år 1946.
Relativt litet är känt om vad som ledde fram till inspelningen, men Elvis har troligen hämtat sin inspiration främst från dessa senare tolkningar. Det var en rå blues som Elvis gav en lätt countrybetonad känsla. Vid inspelningen av "I'll Never Let You Go (Little Darlin')" hade han sänkt tempot mitt i låten. Han återanvände detta grepp på "Milkcow Blues Boogie" men tvärtom, genom en långsam inledning under bara några sekunder, innan låten helt ändrade tempo och genre. Elvis lät bokstavligen stoppa låten och utbrista: "Stopp där grabbar! Det där svänger inte. Låt oss nu verkligen sätta igång." Tempoändringen användes nästan humoristiskt för att lura lyssnaren med det inledande långsamt, vaggande bluestempot att tro att det var en traditionell blues, innan låten förvandlades till något helt annat. Elvis och kompbandet drev sedan upp tempot till en mer intensiv nivå. Scotty Moore försåg låten med ett riff som gav den en framåtrörelse, liknande den i "Mystery Train", vilket bidrog till att den förvandlades till en medryckande rockabilly-låt med en bluesig prägel.
"Milkcow Blues Boogie" och "You're a Heartbreaker" blev den minst framgångsrika av Sun-singlarna. Det kan ha berott på att diskjockeyerna på radiostationerna avhöll sig från att spela "Milkcow Blues Boogie" på grund av den falska starten, eller för att den lät för afroamerikansk för majoriteten av den vita publiken eller kanske för att den genom Bob Wills version redan var alltför bekant.

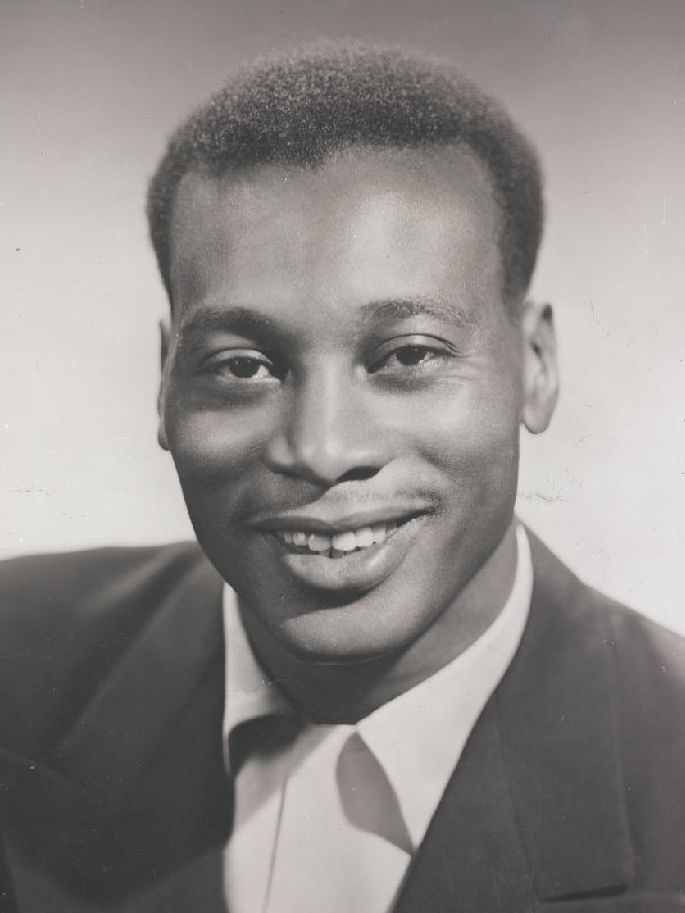
Arthur Gunter, som skrev "Baby Let's Play House".

"Baby Let's Play House", skriven av bluesmusikern Arthur Gunter, spelades sannolikt in mellan den 30 januari och 4 februari 1955. Vid samma inspelningstillfälle spelades även "I Got A Woman" och "Tryin' To Get To You" in, men dessa inspelningar har gått förlorade. "Baby Let's Play House" blev A-sida på Elvis fjärde Sun-singel och gavs ut den 10 april 1955 tillsammans med den en månad senare inspelade "I'm Left, You're Right, She's Gone" (Sun 217).
"Baby Let's Play House" var ännu en regional R&B-hit som Elvis och bandet förvandlade till något eget. Den kom att förverkliga det sound som Sam Phillips och de tre musikerna hela tiden hade eftersträvat. Elvis framför låten lekfullt och sprudlande glatt, med en rytmiskt slagkraftig slap-basgång från Bill Blacks ståbas och med ett gitarrsolo av Scotty Moore som kulminerar i en serie drivande toner.

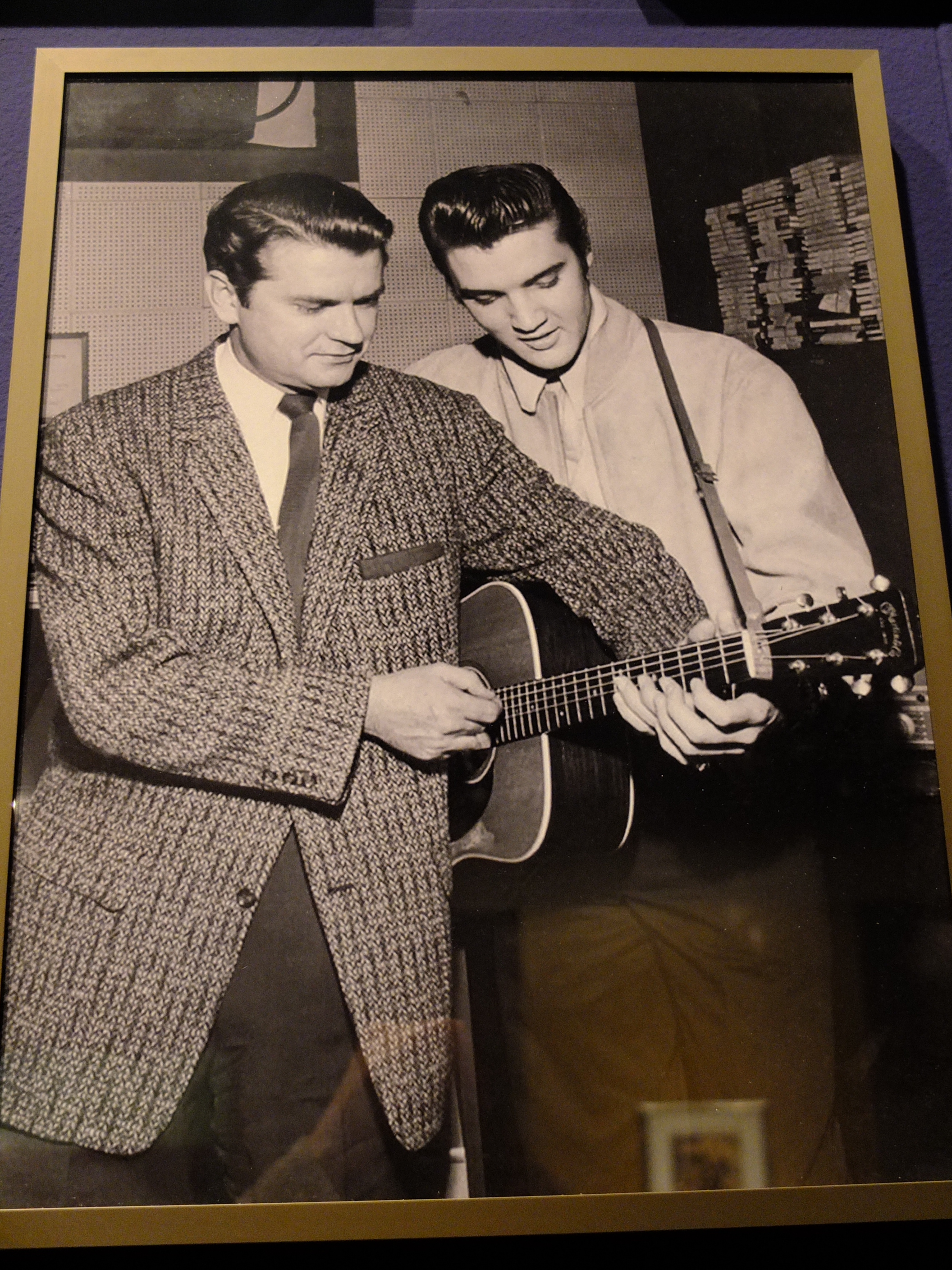
Sam Phillips, Suns ägare och inspelningsansvarige, tillsammans med Elvis Presley.

Elvis inledde låten med ett energiskt, nästan hickande "Oh, baby, baby, baby ...", något som inte fanns i originalet. Han ändrade även texten och ersatte "Du kan finna frälsning, men låt dig inte luras" med "Du kan äga en rosa Cadillac, men låt dig inte luras". Därigenom speglade han både sin egen längtan (vid denna tid ägde han ingen rosa Cadillac men köpte en så snart han hade råd) och sin generations drömmar. Låten innehöll även den vågade textraden: "Jag skulle hellre se dig död, lilla flicka, än att vara med en annan man" – något som John Lennon skulle låna till låten "Run for Your Life".
Om "Milkcow Blues Boogie" och "You're a Heartbreaker" innebar en tillfällig paus i Elvis konstnärliga utveckling, markerade "Baby Let's Play House" ett avgörande steg framåt och blev en viktig milstolpe i hans karriär. Vid denna tid började rock'n'roll på allvar få genomslag i USA, och med "Baby Let's Play House" tog Elvis sig för första gången in på en nationell lista, när låten nådde topp tio på country & western-listan.

"I Forgot to Remember to Forget" spelades in någon gång i juli 1955, sannolikt den 11:e eller 21:a. Vid samma tillfälle spelades också "Mystery Train" in och den blev B-sida på Elvis femte och sista Sun-singel tillsammans med "I Forgot to Remember to Forget" (Sun 223). Dessutom spelades den tänkta sjätte Sun-singeln, "Tryin' to Get to You", in. Den gavs dock inte ut, eftersom Elvis kontrakt hann säljas till RCA innan det blev aktuellt.

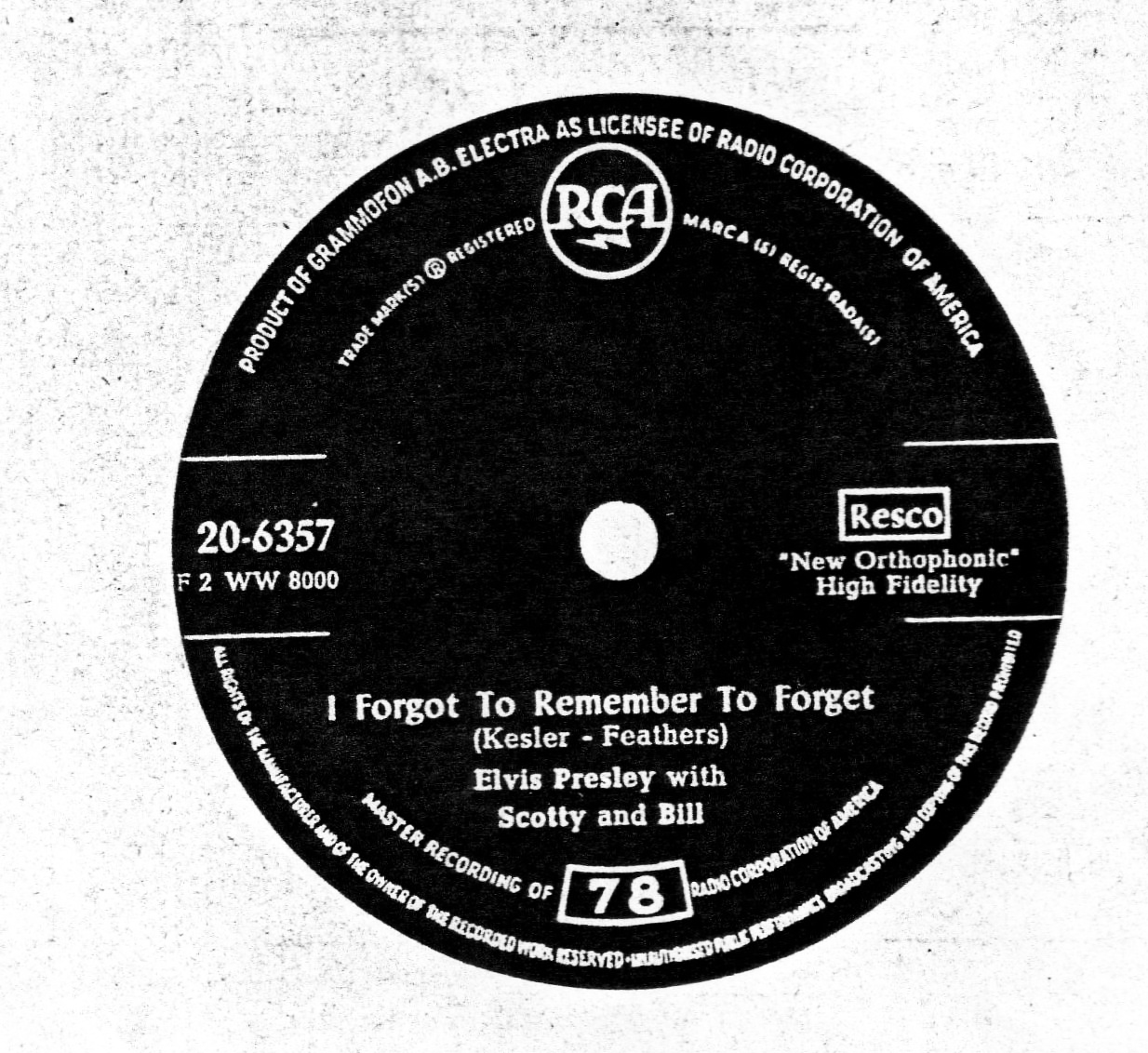
"I Forgot to Remember to Forget" med B-sidan "Mystery Train" – Elvis femte singel på Sun Records – här i RCA-utgåvan som nådde första plats på Billboards countrylista.

Till inspelningssessionen i juli hade Sam Phillips vänt sig till hawaiigitarristen och basisten Stan Kesler, som hade skrivit "I'm Left, You're Right, She's Gone", och denne hade tillsammans med Sun-artisten Charlie Feathers komponerat countrylåten "I Forgot to Remember to Forget", vars titel byggde på en ordlek. Sam Phillips insåg att låten i sin ursprungliga form knappast skulle tilltala Elvis – ackordföljden var för traditionell country och tempot för långsamt. Men han ville bredda och variera Elvis repertoar, och hyrde därför in trummisen Johnny Bernero, som regelbundet spelade med olika countryband, för att hjälpa till med tempot. Till en början var Elvis tveksam till låten, men Phillips övertalade honom att pröva den. Johnny Bernero experimenterade med tempot och sänkte det enligt Sam Phillips anvisningar. Genom att markera takten på ett sätt som förstärkte rytmen i verserna och sedan ändra spelstilen i refrängen, skapade han en effekt som gjorde att låten upplevdes som snabbare än den egentligen var. Med det nya arrangemanget kom Elvis att uppskatta låten. Det färdiga resultatet på denna originalinspelning är en livlig countrylåt med en mer polerad ljudbild, men samtidigt i ett mer återhållet uttryck.
"I Forgot to Remember to Forget" blev Elvis Presleys första nationella listetta. När RCA Victor köpte rättigheterna till Elvis från Sun Records tog de även över distributionen av singeln med en ny RCA-pressning, vid en tid då "I Forgot to Remember to Forget" hade börjat tappa fart på Billboards nationella countrylista. Tack vare RCA:s offensiva marknadsföring nådde singeln förstaplatsen på countrylistan i slutet av februari 1956.

### RCA-sessionerna

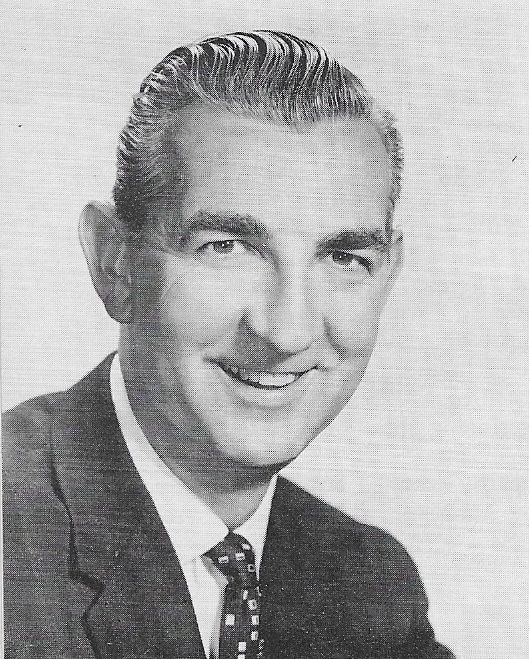
Den musikaliske ledaren Ken Darby, som skrev alla fyra låtarna till Love Me Tender, inklusive "We're Gonna Move" baserad på en gammal gospelsång.

"We're Gonna Move" spelades in för Elvis första film, Love Me Tender. I likhet med filmens övriga tre låtar skrevs den av filmens musikaliske ledare, Ken Darby. Då filmbolaget 20th Century Fox krävde att musiken skulle spelas in i deras filmstudio med deras musiker, fick Elvis varken välja låtar eller spela in med sitt eget band. Elvis manager Tom Parker krävde att även Elvis skulle krediteras som låtskrivare för alla låtar i filmen. Eftersom Darby var ansluten till ASCAP och Elvis till konkurrerande BMI, vilket hindrade gemensamma upphovsrätter, registrerade Darby sin fru Vera Matson hos BMI och angav henne som medlåtskrivare. Därför anges Matson och Presley som låtens upphovsmän. Filmens handling var förlagd till 1800-talet och därför användes endast akustiska instrument. På gitarr hade man Vito Mumolo, på bas Michael 'Myer' Rubin och på trummor Richard Cornell. Luther 'Red' Roundtree spelade banjo, Dominic Frontieri dragspel, och bakgrundssången stod The Ken Darby Trio för.
"We're Gonna Move" spelades in den 24 augusti 1956, med bakgrundssång av The Ken Darby Trio och handklappning och fingerknäppande pålagt den 27:e. Låten byggde på en gammal gospelsång med titeln "There's a Leak in This Old Building" där upphovsrätten löpt ut. Ken Darby omarbetade den till en 40-talsinspirerad countrylåt, men med gospelinslag och en text som handlade om ett hus på väg att falla sönder. Filmens fyra låtar, inklusive huvudlåten "Love Me Tender", gavs inte ut på ett soundtrackalbum utan på en EP den 21 november 1956. Skivan sålde initialt över 600 000 exemplar och registrerades 1992 av RIAA för en försäljning av en miljon exemplar.

"Is It So Strange" spelades in på Radio Recorders i Hollywood den 19 januari 1957 under en endagarssession inklämd mellan inspelningarna av soundtracket till filmen Loving You på Paramount. Syftet med sessionen var i första hand att slutföra inspelningarna som påbörjades den 12 januari av Peace in the Valley-EP:n.
Utöver den vanliga uppsättningen musiker med Elvis Presley och Scotty Moore på gitarr, Bill Black på bas, D. J. Fontana på trummor och The Jordanaires på bakgrundssång, var denna gång Dudley Brooks närvarande på piano, och Hoyt Hawkins från The Jordanaires bistod på orgel när så behövdes. Efter att ha spelat in "It Is No Secret (What God Can Do)" och därefter "Blueberry Hill" och "Have I Told You Lately That I Love You?" fanns det tid över för en sista låt: "Is It So Strange".
"Is It So Strange" hade skrivits av countrysångaren Faron Young, som tidigt hade turnerat med Elvis och som själv hade gett Elvis låten. Elvis hade experimenterat med den i några månader och sjöng den även under det improviserade Million Dollar Quartet-jammet på Sun Records den 4 december 1956, tillsammans med Carl Perkins, Jerry Lee Lewis och Johnny Cash. Inspelningen påminde om Elvis tidiga ballad, "I Was the One", liksom om några ballader som spelades in för hans andra album. Elvis tolkning var självsäker och övertygande, medan bandet spelade avslappnat. Låten fick dock ingen särskild marknadsföring och inkluderades inte på Loving You-LP:n, utan släpptes först på EP:n Just For You (EPA 4041) i augusti 1957.

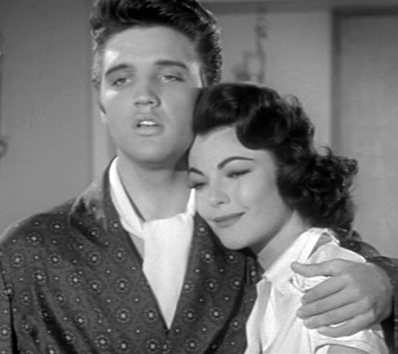
Elvis Presley och Judy Tyler i slutscenen i Jailhouse Rock under Elvis framförande av "Young and Beautiful".

"Young and Beautiful" var en av tre låtar på A Date with Elvis-albumet som spelades in för filmen Jailhouse Rock. De två andra var "I Want to Be Free" och "(You're So Square) Baby I Don't Care", vilka tillsammans med filmens titellåt "Jailhouse Rock", " Don't Leave Me Now" och "Treat Me Nice" (som spelades in igen vid ett senare tillfälle), spelades in i Radio Recorders Studio 1 i Hollywood den 30 april och 3 maj, samt i MGM:s Soundstage, också i Hollywood, den 9 maj 1957. Den vanliga gruppen musiker var på plats, med Scotty Moore på gitarr uppbackad av Elvis på kompgitarr, Bill Black på bas, D. J. Fontana på trummor, The Jordanaires på bakgrundssång, och återigen Dudley Brooks på piano. Andra, som Neal Matthews från The Jordanaires och Elvis själv, bistod ibland på bas och piano.
"Young and Beautiful" var en ballad skriven av Abner Silver och Aaron Schroeder. Den var i stil mycket lik såväl "Love Me Tender" som "Loving You". Eftersom låten fungerade som filmens inofficiella temalåt och skulle användas i olika skeden för att visa på den unge sångarens utveckling, behövde tre versioner spelas in där Elvis skulle gå från en osäker till en fullt utvecklad och mogen sångare. Elvis tolkade låten på ett återhållsamt och melankoliskt sätt. Under inledningen ackompanjerades han endast av Dudley Brooks lågmälda pianospel, och hans röst var som mest sårbar och avskalad då. Halvvägs genom första versen anslöt bandet och i stället för att framstå som en rock'n'roll-ballad gavs en känsla av jazzklubbsmusik. Arrangemanget övergick smidigt från jazzinfluerad stil till en mer traditionell ballad när The Jordanaires anslöt i början av andra versen.
Inget album gavs ut från filmen. Fem av filmens låtar gavs ut på EP-skivan Jailhouse Rock (EPA 4114), medan "Treat Me Nice" släpptes på singel. 
EP-skivan toppade Billboards EP-lista i 28 veckor, sålde initialt över en miljon exemplar och kom 1992 att registreras av RIAA för en försäljning av två miljon exemplar.

"I Want to Be Free" skrevs av låtskrivarparet Jerry Leiber och Mike Stoller. De hade skrivit fyra av filmens sex låtar, och de var också på plats och hjälpte till både i kontrollrummet och på studiogolvet. Elvis hade bett att de skulle närvara och de fungerade i praktiken som producenter. "I Want to Be Free" var en intrikat klagosång som vid en första anblick kan framstå som en kärlekssång, men eftersom den i filmen framförs av en fånge (Elvis) anspelar den tydligare på frigivning från fängelset. I filmen sjunger Elvis rollfigur den innan han hunnit utveckla sin sångstil, och därför spelades även en kommersiellt mer gångbar version in för skivutgivning. Denna fick ett kraftfullare arrangemang och en starkare rytm, där pianot spelades av låtskrivaren Mike Stoller.

"(You're So Square) Baby I Don't Care", också skriven av Jerry Leiber och Mike Stoller, spelades in vid Radio Recorders den 3 maj 1957. Vid denna tid hade elbasen börjat bli allt vanligare, eftersom den var kompakt, förstärkt och underlättade fingersättningen. Bill Black, som nyligen skaffat en Fender-bas, höll fortfarande på att vänja sig vid instrumentet. När han efter upprepade försök inte lyckades få till låtens hotfullt pulserande intro, slängde han frustrerat ifrån sig basen och lämnade studion, irriterad och generad över sitt misslyckande. Till allmän förvåning plockade Elvis då upp basen och jammade fram introt, varefter han spelade genom hela låten medan Jerry Leiber sjöng en provisorisk sångstämma. På så sätt fick man till en perfekt instrumental masterinspelning. Elvis lade därefter på sin sång, men ersatte den vid ett senare tillfälle i MGM:s Soundstage den 8 maj 1957.
Ett av Leiber och Stollers kännetecken var att inleda sina låtar med en basgång som ett avstamp. Samma stilgrepp använde de i "King Creole". Den repetitiva, kantiga och rytmiska basgången på "Baby I Don't Care", spelad av Elvis, påminner om den i Eddie Cochrans "C'mon Everybody", som släpptes året därpå. "Baby I Don't Care" var rock'n'roll i dess renaste form, uppbyggd enligt samma mönster som många andra inspelningar från tiden. Mike Stoller spelade piano och tog vid efter basintrot, vilket fick första versen att svänga. Elvis framförde sången med en känsla av förväntan i en avslappnad, improviserad och lättsam stil. Låten visade en rock'n'roll-artist när denne var som mest sorglös.

## Utgivning och marknadsföring

### Albumets placeringar
Albumet A Date with Elvis utkom den 24 juli 1959. Det debuterade den 21 september 1959 på plats 39 på albumlistan Billboards "Best-Selling LP's" i USA, som vid tiden omfattade 50 album. Den 5 oktober 1959, efter tre veckor på listan, nådde det plats 32, som blev dess högsta position. Totalt låg albumet 8 veckor på listan.
På Cashbox noterades albumet första gången den 22 augusti 1959 på plats 31 på tidningens bästsäljarlista för monoutgåvor, som vid tiden omfattade 50 album. Den 12 september, efter fyra veckor på listan, nådde det plats 8, som blev dess högsta position. Totalt låg albumet 19 veckor på listan. I Storbritannien nådde albumet plats 4 den 22 augusti 1959 på UK Albums Chart, och det låg 15 veckor på listan.

### Senare utgåvor av albumet
Originalutgåvan i USA med 10 låtar utkom 1959. I Storbritannien gavs albumet ut med en delvis annan låtuppsättning med 14 låtar, av vilka flera tidigare utkommit på albumet Elvis Presley i USA.. RCA återutgav originalalbumet på LP i januari 1965 i elektronisk stereo. I januari 1989 återutgavs originalalbumet på CD för första gången av RCA. En mer omfattande utgåva på två CD:ar släpptes i februari 2017 på samlaretiketten Follow That Dream. Denna specialutgåva inkluderade, utöver originalalbumet, ett antal bonusspår och alternativinspelningar, samt hemmainspelningar gjorda i Tyskland.

### Skivomslaget
A Date with Elvis hade på originalutgåvan ett utvikbart omslag – Elvis Presleys första album med ett sådant – en idé från Tom Parker. Framsidan pryddes av ett foto av Elvis iförd arméuniform sittande i en cabriolet med nedfällt tak. På baksidan fanns en kalender för 1960, där Elvis förväntade hemförlovningsdatum var inringat, och som, när albumet veks upp, kunde hängas upp tillsammans med framsidan. På insidan fanns ett faksimil av ett telegram från Elvis till Tom Parker, där han försäkrar att han tänker på sina fans under sin stationering i Tyskland. Dessutom fanns ett dussintal svartvita fotografier av Elvis i militärtjänst, tagna i samband med hans avresa till Västtyskland av Don Craven. Parker utverkade en särskild avgift för kalendern och fotografierna, vilken RCA tvingades betala.

## Mottagande
I Billboard Magazine ansåg man att albumet, som innehöll flera spår från Jailhouse Rock och Love Me Tender, samt "Baby, Let's Play House" och "Good Rockin' Tonight", tillhörde veckans recenserade popalbum med störst försäljningspotential. Man berömde RCA Victor för deras effektfulla presentation, där det utvikbara omslaget, kalendern, fotografierna och det sentimentala telegrammet bidrog till att göra skivan mer attraktiv för fansen.
I Cashbox Magazine menade man att albumet, med låtar som "We're Gonna Move", "Good Rockin' Tonight", "Young and Beautiful" och "Blue Moon of Kentucky", skulle sälja fantastiskt bra. De uppmärksammade också skivfodralet, som innehöll en utvik- och upphängningsbar kalender med fotografier av Elvis.
Den amerikanske musikkritikern och musikjournalisten Bruce Eder, skrivande för AllMusic, menade att albumet utmärkte sig när det kom ut med sitt utvikbara skivomslag med bilder på Elvis i arméuniform. Liksom sitt syskonalbum For LP Fans Only innehöll det enligt Eder några av Elvis bästa Sun-inspelningar, och musiken var såväl rå som fylld av energi. Det hade kompletterats med några låtar från EP-skivorna Love Me Tender och Jailhouse Rock. Även om albumet genom senare utgåvor av Sun-materialet från och med 70-talet blivit överflödigt ur ett musikhistoriskt perspektiv, var införskaffandet av det och For LP Fans Only det smidigaste sättet att få tag på Elvis tidiga inspelningar på Sun Records. Eder lyfter särskilt fram "Milkcow Blues Boogie", "Good Rockin' Tonight" och "Baby Let's Play House" som några av albumets bästa inspelningar, med deras avskalade arrangemang, intensivt sound och Scotty Moores drivande sologitarrspel. Han menar att få album kan mäta sig med dess energi och medryckande känsla.
Musikskribenten Paul Simpson beskrev A Date with Elvis som ytterligare ett försök att täcka upp för Elvis under hans bortovaro i det militära, genom att genomsöka valven efter låtar. Liksom Eder ansåg han att albumet senare blivit något överflödigt, eftersom allt material tillgängliggjorts på andra album. Han lyfte dock särskilt fram "Is It So Strange?" och "Baby I Don't Care", som han menade överglänser de flesta av Elvis rivalers hit-låtar.

## Försäljning
Under sin första tid på topplistorna i USA sålde A Date with Elvis omkring 175 000 exemplar.

## Låtlistor
A Date with Elvis

### 1959, originalutgåva, LP
| 1. | Blue Moon of Kentucky                | Bill Monroe                   | 7 juli 1954                           | 2:03 |
| 2. | Young and Beautiful                  | Aaron Schroeder, Abner Silver | 30 april 1957                         | 2:03 |
| 3. | (You're So Square) Baby I Don't Care | Jerry Leiber, Mike Stoller    | 3 maj 1957 (track) 8 maj 1957 (vocal) | 1:53 |
| 4. | Milkcow Blues Boogie                 | Kokomo Arnold                 | 12 november 1954                      | 2:36 |
| 5. | Baby Let's Play House                | Arthur Gunter                 | 5 februari 1955                       | 2:15 |

| 1.           | Good Rockin' Tonight           | Roy Brown                     | 12–16 september 1954 | 2:12  |
| 2.           | Is It So Strange               | Faron Young                   | 19 januari 1957      | 2:28  |
| 3.           | We're Gonna Move               | Vera Matson, Elvis Presley    | 24 augusti 1956      | 2:28  |
| 4.           | I Want to Be Free              | Jerry Leiber, Mike Stoller    | 30 april 1957        | 2:14  |
| 5.           | I Forgot to Remember to Forget | Stan Kesler, Charlie Feathers | 21 juli 1955         | 2:28  |
| Total längd: | Total längd:                   | Total längd:                  | Total längd:         | 21:50 |

### 1959, Storbritannien, LP
| 1. | Blue Moon of Kentucky                       | Bill Monroe                               | 7 juli 1954          | 2:03 |
| 2. | Milkcow Blues Boogie                        | Kokomo Arnold                             | 12 november 1954     | 2:36 |
| 3. | Baby Let's Play House                       | Arthur Gunter                             | 5 februari 1955      | 2:15 |
| 4. | I Don't Care If the Sun Don't Shine         | Mack David                                | 12–16 september 1954 | 2:27 |
| 5. | Tutti Frutti                                | Dorothy LaBostrie, Richard Wayne Penniman | 31 januari 1956      | 1:57 |
| 6. | I'm Gonna Sit Right Down and Cry (Over You) | Howard Biggs, Joe Thomas                  | 31 januari 1956      | 2:01 |
| 7. | I Got a Woman                               | Ray Charles, Renald Richard               | 10 januari 1956      | 2:22 |

| 1.           | Good Rockin' Tonight  | Roy Brown                              | 12–16 september 1954                              | 2:12  |
| 2.           | Is It So Strange      | Faron Young                            | 19 januari 1957                                   | 2:28  |
| 3.           | We're Gonna Move      | Vera Matson, Elvis Presley             | 24 augusti 1956                                   | 2:28  |
| 4.           | Blue Moon             | Richard Rodgers, Lorenz Hart           | 15–19 augusti 1954                                | 2:39  |
| 5.           | Just Because          | Bob Shelton, Joe Shelton, Sydney Robin | 12–16 september 1954                              | 2:32  |
| 6.           | One-Sided Love Affair | Bill Campbell                          | 30 januari 1956                                   | 2:10  |
| 7.           | Let Me                | Vera Matson, Elvis Presley             | 4 september 1956 (track) 5 september 1956 (vocal) | 2:06  |
| Total längd: | Total längd:          | Total längd:                           | Total längd:                                      | 32:16 |

### 2017, FTD-utgåva
| 1.           | Blue Moon of Kentucky                                                        | 02:06 |
| 2.           | Young and Beautiful                                                          | 02:05 |
| 3.           | (You're So Square) Baby I Don't Care                                         | 01:53 |
| 4.           | Milkcow Blues Boogie                                                         | 02:38 |
| 5.           | Baby Let's Play House                                                        | 02:20 |
| 6.           | Good Rockin' Tonight                                                         | 02:15 |
| 7.           | Is It So Strange                                                             | 02:31 |
| 8.           | We're Gonna Move                                                             | 02:32 |
| 9.           | I Want to Be Free                                                            | 02:14 |
| 10.          | I Forgot to Remember to Forget Bonus Songs                                   | 02:32 |
| 11.          | I Don't Care If the Sun Don't Shine                                          | 02:32 |
| 12.          | Let Me Stereo and Binaural                                                   | 02:11 |
| 13.          | Young and Beautiful                                                          | 02:14 |
| 14.          | (You're So Square) Baby I Don't Care                                         | 01:57 |
| 15.          | We're Gonna Move                                                             | 02:32 |
| 16.          | I Want to Be Free (movie version, splice of takes 10, 12 & 13)               | 02:19 |
| 17.          | I Want to Be Free (record version, splice of takes 11 & final ending take 5) | 02:31 |
| 18.          | Is It So Strange (take 1)                                                    | 02:40 |
| 19.          | Is It So Strange (takes 2-9)                                                 | 06:26 |
| 20.          | Is It So Strange (take 10)                                                   | 02:42 |
| 21.          | Is It So Strange (take 11)                                                   | 02:45 |
| 22.          | Is It So Strange (take 12, original master take)                             | 02:41 |
| Total längd: | Total längd:                                                                 | 56:36 |

| 1.           | I'm Beginning to Forget You                                   | 3:05  |
| 2.           | I Can't Help It (If I'm Still In Love With You) (ending only) | 0:20  |
| 3.           | Mona Lisa                                                     | 2:35  |
| 4.           | I Can't Help It (If I'm Still In Love With You)               | 2:08  |
| 5.           | Guitar Piece                                                  | 0:40  |
| 6.           | Danny Boy (#1)                                                | 3:39  |
| 7.           | Danny Boy (#2)                                                | 3:30  |
| 8.           | Loving You (incomplete)                                       | 0:45  |
| 9.           | Talk / I'm Beginning to Forget You (#2)                       | 1:31  |
| 10.          | Christmas                                                     | 0:37  |
| 11.          | I'm Beginning to Forget You (#3)                              | 3:06  |
| 12.          | I'm Beginning to Forget You (#3)                              | 4:00  |
| 13.          | I Asked the Lord (#1 incomplete)                              | 1:21  |
| 14.          | I Asked the Lord (#2 incomplete)                              | 1:18  |
| 15.          | Apron Strings (#1)                                            | 1:50  |
| 16.          | Soldier Boy                                                   | 1:53  |
| 17.          | I Asked the Lord (#3 incomplete)                              | 1:15  |
| 18.          | I Asked the Lord (#4)                                         | 2:44  |
| 19.          | I Asked the Lord (#5)                                         | 3:38  |
| 20.          | Earth Angel                                                   | 3:46  |
| 21.          | I Will Be True                                                | 3:09  |
| 22.          | There's No Tomorrow                                           | 2:10  |
| 23.          | I'll Take You Home Again Kathleen (slow #2)                   | 2:50  |
| 24.          | Que Sera, Sera (Whatever Will Be, Will Be) / Hound Dog        | 0:40  |
| 25.          | I Asked the Lord (#6)                                         | 3:21  |
| 26.          | I'll Take You Home Again Kathleen (fast #2)                   | 1:39  |
| 27.          | Apron Strings (#3)                                            | 1:06  |
| 28.          | The Titles Will Tell                                          | 2:45  |
| 29.          | Send Me Some Lovin'                                           | 2:15  |
| 30.          | The Fool (#1)                                                 | 2:03  |
| 31.          | The Fool (#2 incomplete)                                      | 1:16  |
| 32.          | The Fool (#3)                                                 | 2:08  |
| 33.          | The Fool (#4) Badly Distorted Audio                           | 1:35  |
| 34.          | I'll Take You Home Again Kathleen (fast #1)                   | 1:20  |
| 35.          | I'll Take You Home Again Kathleen (slow #1)                   | 2:23  |
| 36.          | Apron Strings (#2)                                            | 1:30  |
| 37.          | It's Been So Long Darling                                     | 1:37  |
| Total längd: | Total längd:                                                  | 77:28 |

## Medverkande
Uppgifterna, hämtade från Keith Flynn och Ernst Jørgensen, avser inspelningar gjorda i Sun Studio i Memphis, Tennessee, den 7 juli 1954, någon gång den 12–16 september 1954, någon gång i november eller december 1954, möjligen den 15 november, troligen någon gång den 30 januari–4 februari 1955, och mest troligt antingen den 11 eller 21 juli 1955; på 20th Century Fox Stage 1 i Hollywood den 24 augusti 1956; samt i Radio Recorders Studio 1 i Hollywood, Kalifornien, den 19 januari, 30 april och 3 maj 1957.

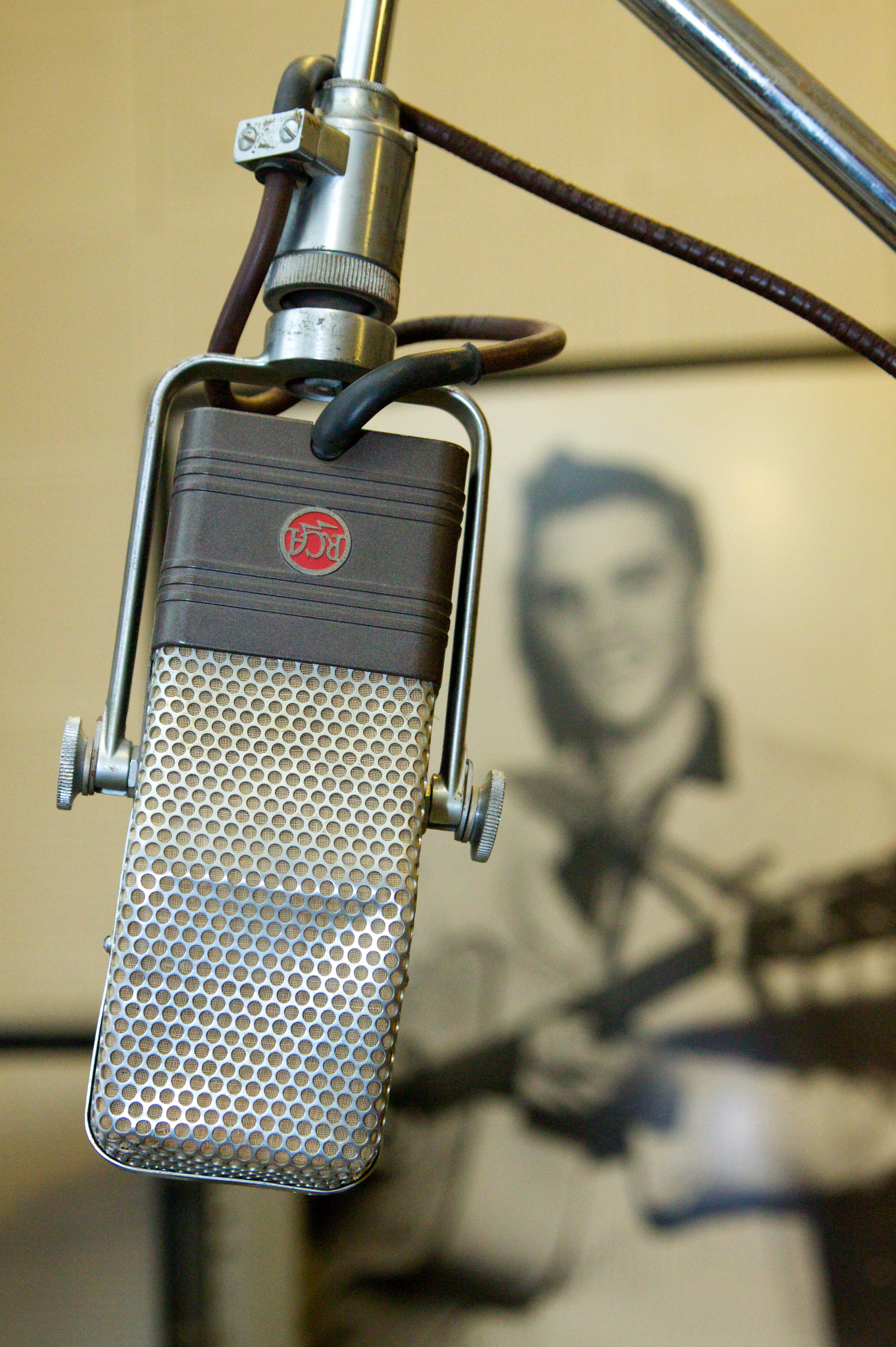
Mikrofon i Sun Studio.

- Elvis Presley – sång; gitarr vid alla inspelningstillfällen utom vid inspelningen av "We're Gonna Move", "I Want to Be Free" och "(You're So Square) Baby I Don't Care"; elbas på "(You're So Square) Baby I Don't Care" (spelade in slutlig basgång efter att Bill Black lämnat studion).
- Scotty Moore – gitarr på alla låtar utom "We're Gonna Move".
- Bill Black – ståbas vid inspelningen av alla låtar utom "We're Gonna Move"; elbas vid inspelningen av "I Want to Be Free"; avbröt inspelningen på elbas på "Baby I Don't Care".
- Doug Poindexter – närvarande på gitarr vid inspelningen av "Good Rockin' Tonight" och "Milkcow Blues Boogie", dock utan att deltaga.
- D. J. Fontana – trummor på "Is It So Strange", "Young and Beautiful", I Want to Be Free" och "(You're So Square) Baby I Don't Care".
- Dudley Brooks – piano på "Is It So Strange", "Young and Beautiful" och "(You're So Square) Baby I Don't Care".
- Mike Stoller – piano på "I Want to Be Free".
- Hoyt Hawkins (i The Jordanaires) – orgel under sessionen då "Is It So Strange" spelades in.
- Johnny Bernero – trummor på "I Forgot to Remember to Forget".
- Vito Mumolo – gitarr under sessionen då "We're Gonna Move" spelades in.
- Michael "Myer" Rubin – bas under sessionen då "We're Gonna Move" spelades in.
- Richard Cornell – trummor under sessionen då "We're Gonna Move" spelades in.
- Luther "Red" Roundtree – banjo under sessionen då "We're Gonna Move" spelades in.
- Dominic Frontieri – dragspel under sessionen då "We're Gonna Move" spelades in.
- The Jordanaires (Gordon Stoker, Neal Matthews, Hoyt Hawkins och Hugh Jarrett) – bakgrundssång på "Is It So Strange", "Young and Beautiful", "I Want to Be Free" och "(You're So Square) Baby I Don't Care".
- The Ken Darby Trio (Rad Robinson, Jon Dodson och Charles Prescott) – bakgrundssång på "We're Gonna Move".
- Jerry Leiber – guide vocal på "(You're So Square) Baby I Don't Care".
- Sam Phillips – producent och ljudtekniker vid Sun Records för "Blue Moon of Kentucky", "Good Rockin' Tonight", "Milkcow Blues Boogie", "Baby Let's Play House" och "I Forgot to Remember to Forget".
- Steve Sholes – producent vid RCA på "Is It So Strange".
- Jeffrey Alexander – producent för MGM på "Young and Beautiful" "I Want to Be Free" och "(You're So Square) Baby I Don't Care", inklusive Elvis sångpålägg på "(You're So Square) Baby I Don't Care".
- Lionel Newman – producent på "We're Gonna Move".
- Ken Darby – arrangör på "We're Gonna Move".
- Bob Mayer och Ken Runyon – ljudtekniker på "We're Gonna Move".
- Thorne Nogar – ljudtekniker på "Is It So Strange", "Young and Beautiful", "I Want to Be Free" och "(You're So Square) Baby I Don't Care".
- Fred Mulculpin – ljudtekniker vid Elvis sångpålägg på "(You're So Square) Baby I Don't Care".

## Topplistor
|  |

|  |

|  |

|  |

| Lista (1959)                     | Högsta position |
| Storbritannien (UK Albums Chart) | 4               |
| USA Cash Box Best Selling Albums | 8               |
| USA (Billboards Top LP's)        | 32              |